# Renato Barbieri
Renato Barbieri, italijanski veslač, * 15. januar 1903, † 11. november 1980.
Barbieri je za Italijo nastopil na Poletnih olimpijskih igrah 1932 v osmercu. Italijanski čoln je tam osvojil srebrno medaljo.